# Milesia quantula
Milesia quantula är en tvåvingeart som beskrevs av Heikki Hippa 1990. Milesia quantula ingår i släktet Milesia och familjen blomflugor.
Artens utbredningsområde är Myanmar. Inga underarter finns listade i Catalogue of Life.